# Tinola

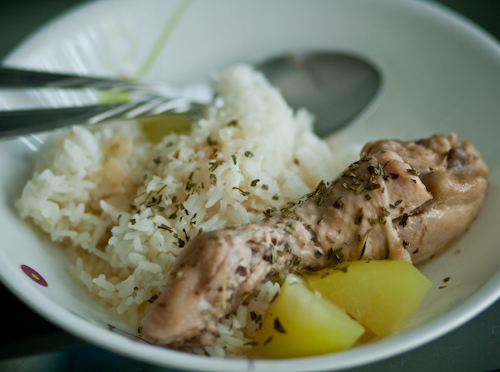
Tinola que se sirve con arroz.

La tinola o tinolang manok es una sopa típica de la cocina filipina. Se sirve como entrante o plato principal. Suele elaborarse con un estofado que acaba siendo un caldo de pollo y papayas verdes, jengibre, salsa de pescado y chayote.